# Castello De Sanctis
Il castello de Sanctis si trova alle pendici del monte Morrone al di sopra dell'abitato di Roccacasale, in provincia dell'Aquila.

## Storia

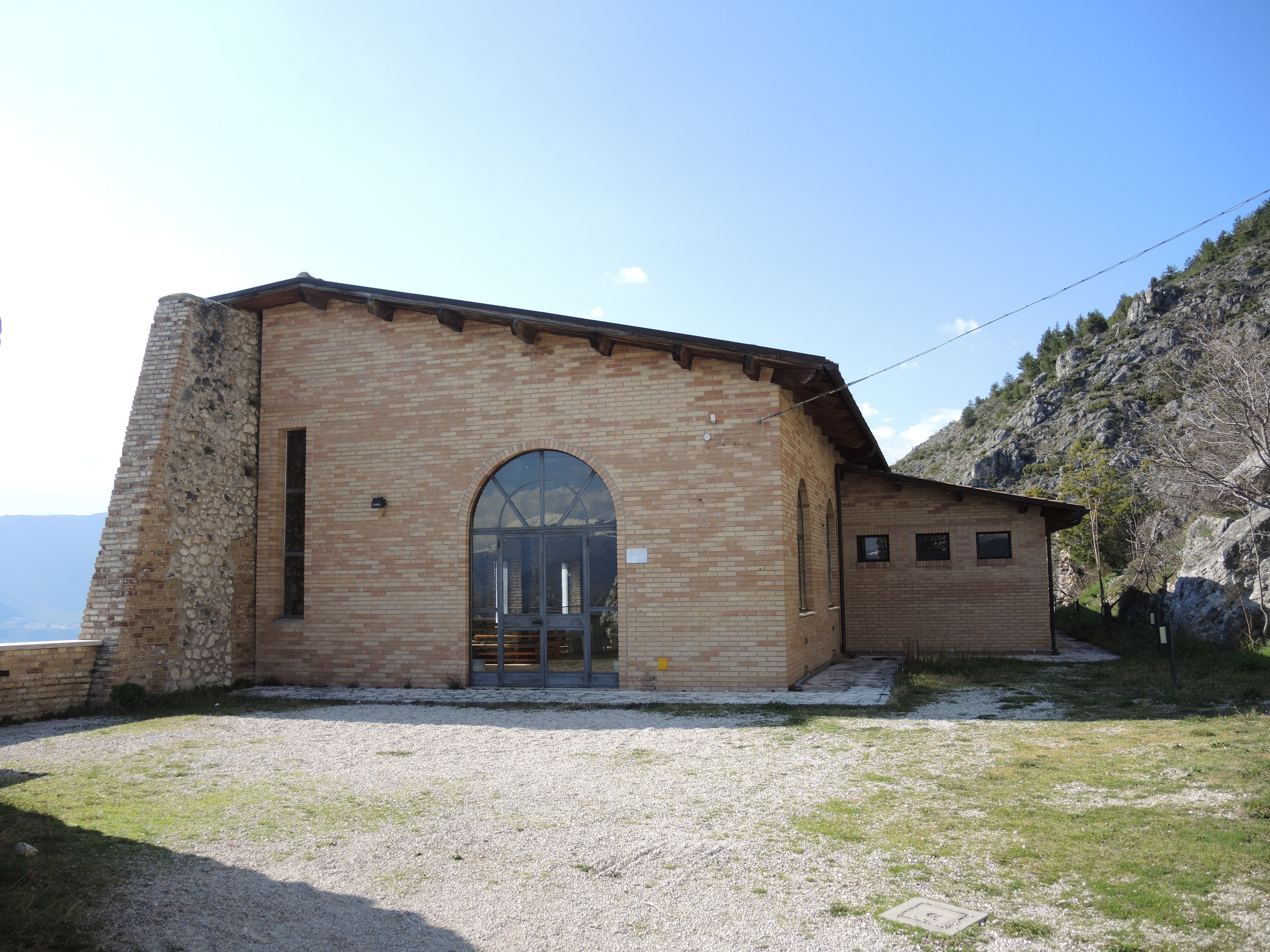
Museo della Documentazione e delle Tradizioni Popolari

La tradizione vuole che il castello venne costruito nel 925 d.C. dai conti di Spoleto per controllare l'accesso alla Val di Sangro ed all'Altopiano delle Cinquemiglia. Tra il medioevo ed il rinascimento il castello cadde sotto il controllo dei Cantelmo, per passare alla fine del XVI secolo ai Baroni de Sanctis fino al 1803, quando il castello venne distrutto dai francesi.
Dal 1994 al 1996 il castello è stato restaurato dal Comune di Roccacasale, curandone sia la via pedonale d'accesso che i resti, oltre alla realizzazione di una struttura che dal 2004 ospita il Museo della Documentazione e delle Tradizioni Popolari.

## Architettura
Il castello domina la strada tra Popoli Terme e Sulmona. È un tipico castello-recinto, simile a molti altri dell'Altopiano di Navelli, come San Pio delle Camere, Barisciano o Fossa.
La pianta delle mura è triangolare ed al vertice più alto del triangolo si trova un puntone, parzialmente crollato, a pianta trapezoidale. L'ingresso al castello, posto lungo il lato a valle prospiciente sul borgo, è controllato da una torre quadrata, priva del lato interno.
A differenzia dagli altri castelli-recinto della provincia dell'Aquila, a Roccacasale si trovano anche i resti di un palazzo baronale, che ne testimoniano l'uso non solo nei momenti di pericolo dell'abitato che difendevano. La presenza continuativa nel castello è testimoniata anche da altri resti che si trovano all'interno del recinto, come cisterne e fondamenta di altre abitazioni.